# 小行星8278
小行星8278（英語：8278）是一颗围绕太阳公转的小行星。1991年5月4日，水野義兼、古田俊正在可儿市发现了此天体。
这颗小行星的绝对星等为164.95291等。